# Reagens
Als Reagens oder Reagenz wird in der Chemie ein Stoff bezeichnet, der beim Kontakt mit bestimmten anderen Stoffen eine spezifische Reaktion zeigt. Man unterscheidet zwischen Nachweisreagenzien und Synthesereagenzien.

## Nachweisreagens
In der Analytik ist ein Reagens ein Stoff, der zur Identifikation eines anderen Stoffes benutzt wird, d. h. ein Nachweismittel bei einer Nachweisreaktion. Die Zugabe des Reagens führt zu einer chemischen Reaktion mit Bildung einer charakteristischen Fällung oder Farbänderung, die Rückschlüsse auf die An- oder Abwesenheit bestimmter Ionen oder funktioneller Gruppen erlaubt. Viele Reagenzien werden nach ihrem Entwickler bzw. Entdecker benannt, z. B. die Fehlingsche Lösung oder Bettendorfs Reagens.
Kann mit einem Reagens nur die Zugehörigkeit zu einer bestimmten Stoffgruppe eindeutig bestimmt werden, so spricht man von einem Gruppenreagens.

## Synthesereagens
In der Synthesechemie bezeichnet der Begriff Reagens besonders in älterer Literatur eine Substanz, die zur Modifikation eines Reaktanten benutzt wird und während der Reaktion verbraucht wird; ein Beispiel ist das Grignard-Reagens. Er wird in diesem Fall synonym zu Edukt verwendet und sollte daher laut IUPAC vermieden werden.